# بنجلاديش (أغنية جورج هاريسون)

بنجلاديش (بالإنجليزية: Bangla Desh) أغنية للموسيقي الإنجليزي جورج هاريسون. تم صدرت كأغنية منفردة في يوليو 1971، لرفع مستوى الوعي حول ملايين اللاجئين من الدولة المعروفة سابقًا باسم «شرق باكستان»، في أعقاب إعصار بولا عام 1970 واندلاع حرب تحرير بنجلاديش. جاء إلهام هاريسون للأغنية من صديقه رافي شانكار، الموسيقي البنغالي، الذي اتصل بهاريسون لمساعدته في محاولة تخفيف المعاناة. وصفت أغنية «بنجلاديش» بأنها «واحدة من أكثر العبارات المقنعة اجتماعياً في تاريخ الموسيقى»، وساعدت في الحصول على دعم دولي لاستقلال بنجلاديش من خلال إنشاء اسم الأمة الوليدة حول العالم. حدد الأمين العام للأمم المتحدة كوفي عنان في عام 2005، نجاح الأغنية في إضفاء الطابع الشخصي على أزمة بنجلاديش، من خلال وصفها العاطفي لطلب شانكار للمساعدة.
ظهرت أغنية «بنجلاديش» في ذروة شعبية هاريسون كفنان منفرد، بعد تفكك فريق البيتلز والإشادة التي حصل عليها ألبومه الأول الثلاثي «كل الأشياء يجب أن تمر All Things Must Pass» عام 1970. كانت أول أغنية خيرية لموسيقى البوب، وصدرت قبل ثلاثة أيام من الحفلة الموسيقية التي يرعاها هاريسون لعروض بنجلاديش في ماديسون سكوير غاردن في نيويورك. أصبحت الأغنية من بين العشرة الأوائل في المملكة المتحدة وأماكن أخرى في أوروبا، وبلغت ذروتها في المرتبة 23 على قائمة بيلبورد في أمريكا. شارك في إنتاج هذا التسجيل فيل سبيكتور ويضم مساهمات من ليون راسل، وجيم هورن، ورينجو ستار، وجيم كيلتنر.
أدى هاريسون أغنية «بنجلاديش» في حفلات اليونيسف UNICEF، في 1 أغسطس 1971. كتب جون لانداو لمجلة رولينج ستون مراجعة لألبوم حفلة بنجلاديش الحية قائلاً: «أعظم أداء لحفل من جميع المعنيين». ظهر تسجيل الاستوديو في تجميع عام 1976 في ألبوم (أفضل ماعند جورج هاريسون).

## خلفية الأغنية
كان جورج هاريسون قد أسس نفسه بحلول ربيع عام 1971، على أنه أنجح أعضاء فريق البيتلز السابق خلال السنة الأولى من عملهم منفردين؛ على حد تعبير كاتب سيرة البيتلز إليوت هنتلي: «لم يكن من الممكن أن يصبح أكثر شهرة في نظر الجمهور».
أمضى هاريسون شهورًا، منذ انتهاء التسجيل في أكتوبر 1970، لرد الجميل للأصدقاء والموسيقيين الذين ساعدوا في جعل ألبوم «كل الأشياء يجب أن تمر» يحقق مثل هذا النجاح، ومن بين هؤلاء المنتج المشارك فيل سبيكتور، الذي زودت زوجته، روني سبيكتور، هاريسون بأغاني لألبومه، ورينجو ستار وأغنيته المنفردة «الأمر لا يأتي بسهولة It Don't Come Easy» التي أنتجها وأعدها للإصدار.
كان الموسيقي رافي شانكار بنغالي المولد، وكان قد لفت انتباه هاريسون إلى الأزمة الإنسانية المتزايدة في بنجلاديش، أثناء إقامته في منزل فريق البيتلز السابق.
عانت الولاية التي كانت تُعرف سابقًا باسم شرق باكستان (وقبل ذلك، شرق البنغال) ما يقدر بنحو 300.000 ضحية عندما ضرب إعصار بولا شواطئها في 12 نوفمبر 1970، واللامبالاة التي أبدتها الحكومة الحاكمة في غرب باكستان، ولا سيما الرئيس يحيى خان، كان أحد أسباب سعي الحركة الوطنية البنغالية للاستقلال في 25 مارس 1971. أدى هذا الإعلان إلى حملة عسكرية فورية من قوات خان، وبعد ثلاثة أيام بدأت حرب تحرير بنجلاديش، وبحلول 13 يونيو، بدأت تفاصيل المجزرة الممنهجة للمواطنين بالظهور دوليًا عبر نشر مقال أنطوني ماسكارينهاس في صنداي تايمز في لندن. إلى جانب الأمطار الغزيرة والفيضانات الشديدة التي كانت تهدد بمرور ملايين اللاجئين إلى شمال شرق الهند، دفعت هذه الأخبار شانكار إلى الاقتراب من هاريسون للمساعدة في محاولة تخفيف المعاناة. قال شانكار لاحقًا لمجلة رولينج ستون: "كنت في مزاج حزين للغاية، بعد أن قرأت كل هذه الأخبار، وقلت: "جورج، هذا هو الوضع، أعلم أنه لا يعنيك، أعلم أنك تستطيع ذلك"، وبينما كنت أتحدث إلى جورج، تأثر بشدة... وقال: "نعم، أعتقد أنني سأكون قادرًا على فعل شيء ما".
التزم هاريسون نتيجة لذلك، بإقامة الحفلة الموسيقية الخيرية لبنجلاديش في ماديسون سكوير جاردن، نيويورك، يوم الأحد، 1 أغسطس، تلا ذلك ستة أسابيع من النشاط المحموم عندما طار هاريسون بين نيويورك ولوس أنجلوس ولندن، وقام بالتحضير وتجنيد موسيقيين آخرين للانضمام إليه وشانكار في العروض.
كتب المؤلف روبرت رودريغيز: «بينما نعترف بأن هاريسون لم يكن» شعارًا طبيعيًا«على طريقة زميله السابق جون لينون.... ولكنه يتمتع بقاعدة كبيرة للمعجبين به، فقد كان عضو الفريق الروحاني».

## طاقم العزف والتسجيل
جورج هاريسون: غناء - جيتار كهربائي - جيتار منزلق - غناء مساند
ليون راسل: بيانو
جيم هورن: تينور ساكس - باريتون ساكس - ترتيب بوق
بيلي بريستون: اورج
كلاوس فورمان: جيتار باس
رينجو ستار: طبول
جيم كيلتنر: طبول

## استقبال الأغنية
وصفت مجلة الرولنج ستون الأغنية بأنها "نداء موسيقي لمساعدة زميل في العمل"، واعتبر ديريك جونسون، من صحيفة نيو ميوزيكال اكسبريس، أن الأغنية "قوية جدًا من حيث اللحن مثل أغنية الهي الحبيب"، لكنها لا تزال مزعجة ومُلحّة... يمكن للمرء أن يكتشف على الفور اليأس والشفقة في صوت هاريسون وهو يغني عن المحنة المروعة للباكستانيين الشرقيين... لا بد أن تسبب قصته الغنائية بعض البحث داخل القلب". رافقت موجة من حسن النية العامة لدى الجمهور عند صدور الأغنية في عام 1971، كما كان حالة الحفلتين الموسيقيتين، والألبوم الحي اللاحق، وفيلم الحفلة عام 1972. حدد سيمون لينج الصداقة الحقيقية على أنها مفتاح نجاح مشروع إغاثة هاريسون وشانكار: الصداقة بين الاثنين اللذين شاركوا فريق البيتلز السابق، والصداقات التي طورها هاريسون مع ديلان وكلابتون وستار التي ضمنت لهم المشاركة.

## كلمات الأغنية
جائني صديقي My friend came to me
والحزن في عينيه With sadness in his eyes
أخبرني أنه يريد المساعدة He told me that he wanted help
قبل أن تموت بلاده Before his country dies
على الرغم من أنني لم أشعر بالألم Although I couldn't feel the pain
كنت أعلم أنني يجب أن أحاول I knew I had to try
الآن أسألكم جميعًا Now I'm asking all of you
لمساعدتنا في إنقاذ بعض الأرواح To help us save some lives
بنجلاديش، بنجلاديش Bangladesh, Bangladesh
حيث يموت الكثير من الناس بسرعة Where so many people are dying fast
من المؤكد أنها تبدو وكأنها فوضى And it sure looks like a mess
لم أر قط مثل هذا الضيق I've never seen such distress
الآن ألا تمد يدك وتفهم؟ Now won't you lend your hand and understand
اغيثوا شعب بنجلاديش Relieve the people of Bangladesh
بنجلاديش، بنجلاديش Bangladesh, Bangladesh
يا لها من كارثة عظيمة، لا أفهمها Such a great disaster, I don't understand
لكنها بالتأكيد تبدو وكأنها فوضى But it sure looks like a mess
لم أعرف مثل هذا الضيق من قبل I've never known such distress
الآن من فضلك لا تبتعد Now please don't turn away
اريد ان اسمعك تقول I want to hear you say
اغيثوا شعب بنجلاديش Relieve the people of Bangladesh
إغاثة بنجلاديش Relieve Bangladesh
بنجلاديش، بنجلاديش Bangladesh, Bangladesh
الآن قد يبدو بعيدًا جدًا عن مكان وجودنا جميعًا Now it may seem so far from where we all are
إنه شيء لا يمكننا إهماله It's something we can't neglect
إنه شيء لا يمكنني إهماله It's something I can't neglect
ألن تعطي بعض الخبز لتغذى الجائع؟ Now won't you give some bread to get the starving fed
علينا أن نريح بنجلادش We've got to relieve Bangladesh
اغيثوا شعب بنجلاديش Relieve the people of Bangladesh
علينا أن نريح بنجلادش We've got to relieve Bangladesh
اغيثوا شعب بنجلاديش Relieve the people of Bangladesh

## وصلات خارجية
https://www.songfacts.com/facts/george-harrison/bangla-desh بنجلاديش (أغنية جورج هاريسون)
https://www.georgeharrison.com/ بنجلاديش (أغنية جورج هاريسون)
https://www.allmusic.com/song/bangla-desh-mt0031809675 بنجلاديش (أغنية جورج هاريسون)
https://faroutmagazine.co.uk/george-harrison-beatles-bob-dylan-eric-clapton-concert-for-bangladesh/ بنجلاديش (أغنية جورج هاريسون)